# Puconci
Puconci (Battyánd en hongrois) est une commune située dans la région historique du Prekmurje au nord-est de la Slovénie non loin de la Hongrie et de l'Autriche.  

## Géographie
La commune est localisée au nord-est de la Slovénie sur la plaine de Pannonie. Le sommet de la commune culmine à 397,3 mètres.

### Village
Les localités qui composent la commune sont Beznovci, Bodonci, Bokrači, Brezovci, Dankovci, Dolina, Gorica, Kuštanovci, Lemerje, Mačkovci, Moščanci, Otovci, Pečarovci, Poznanovci, Predanovci, Prosečka vas, Puconci, Puževci, Strukovci, Šalamenci, Vadarci, Vaneča et Zenkovci.

## Démographie
Entre 1999 et 2021, la population de la commune a légèrement diminué, descendant sous les 6 000 habitants,.
Évolution démographique
| 1999  | 2000  | 2001  | 2002  | 2003  | 2004  | 2005  | 2006  | 2007  |
| ----- | ----- | ----- | ----- | ----- | ----- | ----- | ----- | ----- |
| 6 360 | 6 384 | 6 387 | 6 360 | 6 314 | 6 308 | 6 301 | 6 294 | 6 289 |
| 2008  | 2009  | 2010  | 2011  | 2012  | 2013  | 2014  | 2015  | 2016  |
| 6 256 | 6 128 | 6 125 | 6 095 | 6 136 | 6 098 | 6 067 | 6 014 | 5 990 |
| 2017  | 2018  | 2019  | 2020  | 2021  |       |       |       |       |
| 5 948 | 5 938 | 5 881 | 5 873 | 5 904 |       |       |       |       |